# Pesistica paralimpica ai XVII Giochi paralimpici estivi
Le gare di pesistica paralimpica ai XVII Giochi paralimpici estivi si sono svolte dal 4 all'8 settembre 2024 presso l'Arena Porte de la Chapelle.

## Calendario
In totale si sono disputate 20 competizioni, suddivise in base al peso corporeo dei partecipanti.
| Uomini | 49 kg | 59 kg | 72 kg | 88 kg | 107 kg  |
| Uomini | 54 kg | 65 kg | 80 kg | 97 kg | +107 kg |
| Donne  | 41 kg | 50 kg | 61 kg | 73 kg | 86 kg   |
| Donne  | 45 kg | 55 kg | 67 kg | 79 kg | +86 kg  |

|  | Finale medaglia d'oro |

## Podi

### Uomini
| Evento           | Oro                  | Argento                  | Bronzo                 |
| ---------------- | -------------------- | ------------------------ | ---------------------- |
| 49 kg dettagli   | Omar Qarada          | Abdullah Kayapınar       | Lê Văn Công            |
| 54 kg dettagli   | David Degtyarev      | Pablo Ramírez Barrientos | Yang Jinglang          |
| 59 kg dettagli   | Mohamed Elmenyawy    | Qi Yongkai               | Mohsen Bakhtiar        |
| 65 kg dettagli   | Zou Yi               | Mark Swan                | Hocine Bettir          |
| 72 kg dettagli   | Bonnie Bunyau Gustin | Hu Peng                  | Donato Telesca         |
| 80 kg dettagli   | Rouhollah Rostami    | Gu Xiaofei               | Rasool Mohsin          |
| 88 kg dettagli   | Yan Panpan           | Mohamed Elelfat          | Yurii Babynets         |
| 97 kg dettagli   | Abdelkareem Khattab  | Ye Jixiong               | Fabio Torres           |
| 107 kg dettagli  | Aliakbar Gharibshahi | Enkhbayaryn Sodnompiljee | José de Jesús Castillo |
| +107 kg dettagli | Ahmad Aminzadeh      | Anton Kriukov            | Akaki Jintcharadze     |

### Donne
| Evento          | Oro                      | Argento       | Bronzo                 |
| --------------- | ------------------------ | ------------- | ---------------------- |
| 41 kg dettagli  | Cui Zhe                  | Esther Nworgu | Lara Aparecida de Lima |
| 45 kg dettagli  | Guo Lingling             | Zoe Newson    | Nazmiye Muslu Muratlı  |
| 50 kg dettagli  | Clara Fuentes Monasterio | Xiao Jinping  | Olivia Broome          |
| 55 kg dettagli  | Rehab Ahmed              | Besra Duman   | Kamolpan Kraratpet     |
| 61 kg dettagli  | Onyinyechi Mark          | Cui Jianjin   | Amalia Pérez           |
| 67 kg dettagli  | Tan Yujiao               | Fatma Elyan   | Maria Costa            |
| 73 kg dettagli  | Mariana D'Andrea         | Ruza Kuzieva  | Sibel Çam              |
| 79 kg dettagli  | Han Miaoyu               | Bose Omolayo  | Safaa Hassan           |
| 86 kg dettagli  | Tayana Medeiros          | Zheng Feifei  | Marion Serrano         |
| +86 kg dettagli | Folashade Oluwafemiayo   | Deng Xuemei   | Nadia Ali              |